# Gottfried Daniel Krummacher
Gottfried Daniel Krummacher, född den 1 april 1774, död den 30 januari 1837, var en tysk reformert teolog.
Krummacher var en framstående predikant och ledare för ett strängt predestinatianskt parti i Wuppertal. En stor mängd av hans predikningar över både gammaltestamentliga och nytestamentliga texter utgavs (en samling i svensk översättning "Dagligt manna för vandrare genom öknen", 1853).